# Pseudovates tolteca
Pseudovates tolteca är en bönsyrseart som beskrevs av Henri Saussure 1859. Pseudovates tolteca ingår i släktet Pseudovates och familjen Mantidae. Inga underarter finns listade i Catalogue of Life.